# ヴォルフ電報局
ヴォルフ電報局（独: Wolffs Telegraphisches Bureau）は、1849年にベルンハルト・ヴォルフ（de:Bernhard Wolff (Zeitungsgründer)）が創業したドイツの通信社である。フランスのアヴァス、イギリスのロイターと共に世界3大通信社の一角をなしたが、第一次世界大戦後に影響力を削がれ、1933年にナチス・ドイツの国営通信社DNB（Deutsches Nachrichtenbüro、ドイツ・ニュースオフィス） に吸収された。

## 創業
ユダヤ系ドイツ人ベルンハルト・ヴォルフ（Bernhard Wolff、1811年 - 1879年）は、パリのアヴァス通信社で記事の翻訳をしていたが、のちにドイツに戻り、1848年4月1日に「ナツィオナール・ツァイトゥング (National-Zeitung) 」紙をベルリンで創刊するとともに、編集・経営に参画した。同紙は赤字に苦しんでいたが、ヴォルフは取材費と通信費を捻出するため、銀行や新聞社に対する株式・商品相場情報の配信事業を収益の柱とすることを考えた。
1849年1月11日、ヴォルフはヴェルナー・フォン・ジーメンス (Werner von Siemens：ドイツにおける電信線事業の先駆者) のいとこの弁護士と共に、ベルリンでヴォルフ事務所 (Wolff'che Büro) を創業した。同年10月1日、ベルリン – アーヘン間の国営電信線が民間に解放されると、ヴォルフはこれを利用したニュース配信を開始した。

## 地盤確保
同じ頃、ユダヤ系ドイツ人ポール・ジュリアス・ロイター (Paul Julius Reuter) は、ヴォルフと同様にアヴァスから独立して自前の通信社を興したが、ベルリン – アーヘン間の電信をヴォルフが押さえたことから、ベルリンを離れアーヘンに本部を置いた。アーヘン – ブリュッセル間には未だ電信線が架かっていないことに着目したロイターは、この区間を伝書鳩便で結ぶことに活路を見出したのである。しかし、それも長くは続かなかった。
ベルリン – アーヘン間の電信線は延伸し、1850年末にパリ – ブリュッセル電信と連結した。ヴォルフはこれを足掛かりとして勢力を拡大させ、ブレーメンやフランクフルトなど周辺地域の通信社を次々と買収した。こうしてヴォルフはベルリンやその周辺地域において、他を圧倒する力を獲得した。

## 世界分割
ヴォルフの攻勢に抗し切れず、ついにドイツを追われることとなったロイターは、ドーバー海峡に海底電線を敷設する工事が進行しているとの情報を聞きつけ、イギリスに渡った。捲土重来を期して、この地で通信社事業を再開したロイターは、やがてヴォルフやアヴァスと伍する勢力に成長した。
1856年、ヴォルフ、アヴァス、ロイターの3社は、相場情報などの経済ニュースを相互に交換する暫定協定を締結した。1859年（ロイター社内報によれば1858年）には、一般ニュースの分野も含めた相互交換を約する正式協定を締結。この協定では同時に、3社が独占的に取材・配信できる地域が以下のように定められた。
- アヴァス：フランス、スペイン、イタリア、地中海東部沿岸地域
- ヴォルフ：ドイツ、ロシア、北欧、スラヴ諸国
- ロイター：イギリス帝国、非ヨーロッパ圏

この協定は、既に形成されつつあった3社の勢力範囲を追認するものといってよいが、同業他社にとっては取材活動を著しく制限する効果を持った。しかし、協定の締結が3社間の競争をなくしたわけではない。3社は時に協力しながらも、互いの地盤の切り崩しを図って激しく争った。

## 国策機関化
この頃ヴォルフは、ロイターからの猛攻に曝されていた。
ロイターは、アヴァスと組んでブリュッセルに共同支社を設置したのを皮切りに、ハノーファーやフランクフルトに支局を設置して、ヴォルフの商圏を侵蝕した。勢いに乗るロイターは1859年、ヴォルフに友好協定を締結するよう迫り、これを実現させた。これを根拠に、ヴォルフの本拠地ベルリンに支局を設置したのである。
激しい危機感を抱いたヴォルフの2代目リヒャルト・ヴェンツェル (Richard Wentzel) は、再建計画をプロイセン王国宰相ビスマルクに提出して援助を要請した。これを受けて、内閣はヴォルフに対する資金援助の実施を決定した。
同年1865年5月1日、ヴォルフは会社組織に改組され、「大陸電報会社 (Kontinental Telegraphen Kompagnie) 」となった（その後も「ヴォルフ」と通称された）。政府の支援によって、ヴォルフの電信は他のあらゆる私信に優越する待遇を受けるようになり、国内でのヴォルフの地位は磐石なものとなった。

## 1870年協定
1866年にニュー・ヨークAPとニュース受信契約を締結したロイターは、その電信料をアヴァス、ヴォルフと共同で負担する案を提示した。ヴォルフはこれを拒絶し、ニュー・ヨークAPと対立する西部AP（のちのAP）との単独契約に踏み切った。
ロイターは、アヴァスやコペンハーゲンの通信社リツァウ (Ritzaus) と結んで、ヴォルフの包囲を図った。結果、ヴォルフは交渉に応じ、1870年1月17日（2月1日説あり）に3社協定（1859年協定を拡大）が締結された。
交渉はロイターの意図に反してヴォルフに有利に進み、ヴォルフはプロイセン、オーストリア、オランダ、北欧、ロシア、バルカン諸国などを支配地域とすることが確認された。結果、ロイターはプロイセン（ハンブルクを除く）、オーストリアの地盤を失った。

## 言論統制
この年の7月に始まった普仏戦争はプロイセンの勝利に終わり、ドイツ地域は統一されてドイツ帝国が成立した。初代宰相に就任したビスマルクは、言論機関を国家のために使役することに心血を注いだ。
ハノーファー王国は、1866年の普墺戦争時にオーストリアに加担したがために、プロイセンに併合された。国王ゲオルク5世所有の財産は没収され、その利子はビスマルクの工作資金とされた。ビスマルクは新聞社に対して政府寄りの記事を書くよう要求したり、編集者を買収したりした。政府に批判的な記事を掲載した新聞の編集者は次々と収監された。
ビスマルクの言論統制はヴォルフに対しても行われた。即ち、外務省を通じてヴォルフを操縦し、アヴァスやロイターの侵攻を阻もうと試みたのである。次代宰相カプリヴィもこうした政策を継承し、ヴォルフに対してロイターとの絶縁を要求した。 

## アヴァス包囲網
1887年にイタリア王国首相に返り咲いたフランチェスコ・クリスピ (it:Francesco Crispi) はビスマルクに対し、ローマのステファニ、ベルリンのヴォルフ、ウィーンのKK、すなわち三国同盟の当事国である3国を代表する通信社がアヴァス打倒に向け共闘すべしとの主張を展開した。
ステファニやKKだけでは味方としては弱いとみたヴォルフは、ロイターを参加させてアヴァスに対抗したが、アヴァスの地盤を切り崩すことは叶わなかった。1890年の3社協定では、ヴォルフは何ら得るところなく終わった。

## 衰退
1914年7月に第一次世界大戦が開戦すると、イギリスは直ちにドイツの情報網を寸断する策に出た。宣戦布告の4時間後に、海軍がドイツの海底電線を切断したのである。これにより、ドイツは中立国との通信手段を失い、外交にも支障を来たした。対してアヴァスやロイターは、絶えず宣伝戦を有利に進めた。
ヴォルフはラジオに活路を求め、1913年に創業したばかりのトランスオーツェアン通信社 (Transozean Nachrichten) を使ってニュースを配信した。しかし、海底電信網の大半を掌握するロイターや、南米や多くの植民地に商圏を持つアヴァスに対し終始苦戦した。
1918年11月に休戦が成立すると、ドイツは多くの植民地を失った。国家の衰退の影響はヴォルフにも及び、12月になされた4社協定の改正で、ヴォルフは国外の勢力圏を剥奪された。かつての勢力圏にはアヴァスとロイターが進出した。
ザール盆地やライン地方のドイツ領への記事配信は許されたものの、アヴァスが逐一記事内容を監視し、アヴァスの意に沿わぬ記事を配信しようものなら追放されることになっていた。
アヴァスやロイターは、ヴォルフを含めた世界分割体制の堅持を図った。1921年末に結成された世界通信社連盟 (World League of Press Associations) の総会などの場では、形式的にはアヴァスやロイターと同等の扱いを受けた。しかし、4社協定の改定の際にはほとんど発言権を与えられなかった。
その後、ロイター電をオーストリアやハンガリーへ配信することで、勢力はやや持ち直したが、1929年12月に同報無線を実用化したロイターが、安値で記事を配信したことで打撃を受けた。

## 消滅
1933年1月30日、ヒトラーが内閣を組織し、ナチス・ドイツが成立した。同年4月13日、国民啓蒙・宣伝省が発足し、大臣ゲッベルスの指揮の下、言論統制が始まった。ヴォルフを含む国内の通信社群は統合され、国営通信社DNB (ドイツ情報局　de:Deutsches Nachrichtenbüro) が誕生した。
DNBは形こそ資本金200万マルクの私企業であったが、その実態は国策機関そのものであった。しかし、ドイツが第二次世界大戦に敗北すると、DNBは解体を余儀なくされた。結果、西ドイツではDPA（Deutsche Presse-Agentur）が、東ドイツではADN（Allgemeine Deutsche Nachrichtendienst）が誕生した。

## 年表
- 1849年1月11日 - ベルンハルト・ヴォルフ、ベルリンでヴォルフ事務所 (Wolff'che Büro) を開設
- 1852年 - アヴァス、広告専門の子会社を設立
- 1856年 - アヴァス、ヴォルフ、ロイターによる経済ニュース交換協定（以下「3社協定」）締結
- 1859年
  - ロイターと友好協定を締結
  - 7月15日 - 3社協定を改定。交換対象を一般ニュースに拡大、暫定協定を正式協定に進展
- 1865年
  - 3月4日 - プロイセン政府、ヴォルフに対し20万ターラー (Thaler) の資金援助を決定
  - 5月1日 - 「大陸電報会社 (Kontinental Telegraphen Kompagnie) 」に改組
- 1869年
  - 10月27日 - アヴァスと3ヵ年契約締結
- 1870年1月17日（2月1日説あり） - 3社協定を改定
- 1874年10月 - 株式会社化
- 1875年9月29日 - ポール・ジュリアス・ロイター、AP副支配人ヒューストン (James C. Huston) と会談。3大通信社のニュースとAP電をロンドンで相互に交換する契約を締結
- 1889年
  - 5月21日 - ロイターと密約を締結
- 1890年
  - 1月17日 - 3社協定を改定
- 1893年3月20日 - 3社協定を改定。APにアメリカ本土や属領の権益を認め、4社協定体制に移行
- 1898年10月15日 - 3社協定を改定（1900年発効）。交渉不参加のAPが反発
- 1902年10月5日 - 4社協定を改定（1903年発効）
- 1909年
  - 7月 - 3社協定に調印
  - 11月 - 4社協定を更新。セルビア、モンテネグロなどをアヴァス及びロイターと共有
- 1918年12月20日 - 4社協定を改定（1919年発効）。ヴォルフの海外権益を剥奪
- 1919年1月18日 - ロイターとの2社協定を改定。北米や北欧、東欧諸国を両者で共有
- 1927年8月26日 - 4社協定を改定。APが3社に負っていた通信格差料金支出義務を廃止
- 1932年2月23日 - 4社による会談開催
- 1933年 - DNB発足
- 1934年4月1日 - 4社協定破棄